# Soy lo que soy (canción de Amango)
«Soy lo que soy» es el tercer sencillo del álbum Amango: Esto No Es Un Juego del grupo juvenil chileno Amango. Es interpretado por una de sus integrantes, Denise Rosenthal. 

## Vídeo musical
El videoclip fue estrenado el 25 de abril de 2008, en el quinto capítulo de la serie de Amango interpretada por Denise Rosenthal
El videoclip trata de una coreografía bailada por los integrantes de la Academia, destacándose especialmente la Feña (Denise Rosenthal)
- Datos: Q6132906